# Umowa rachunku bankowego
Umowa rachunku bankowego – umowa regulowana przez art. 725 KC oraz ustawę Prawo bankowe, przez którą jedna z jej stron – bank zobowiązuje się na czas określony lub nieokreślony, że będzie przechowywał środki pieniężne drugiej strony – posiadacza rachunku bankowego; umowa może też stanowić, że bank będzie wykonywał na zlecenie posiadacza rachunku rozliczenia pieniężne.

## Rodzaje rachunków bankowych
Wyróżnia się następujące rodzaje rachunków bankowych:
1. Rachunki rozliczeniowe:
  1. bieżące
  2. pomocnicze
  3. VAT
2. Rachunki lokat terminowych
3. Rachunki oszczędnościowe:
  1. rachunki oszczędnościowe płatne na żądanie (a'vista) – są to rachunki, na które można wpłacać środki w każdym czasie i wypłacać na każde żądanie
  2. rachunki oszczędnościowo-rozliczeniowe (ROR), zwane rachunkami płatniczymi lub kontami osobistymi.
  3. rachunki terminowych lokat oszczędnościowych
  4. rachunki powiernicze.

Rachunki rozliczeniowe określone w pkt. 1. i rachunki lokat terminowych określonych w pkt. 2. mogą być prowadzone wyłącznie dla:
- osób prawnych;
- jednostek organizacyjnych nieposiadających osobowości prawnej;
- osób fizycznych będących przedsiębiorcami.

Rachunki oszczędnościowe wymienione w pkt. 3. mogą być prowadzone wyłącznie dla:
- osób fizycznych;
- szkolnych kas oszczędnościowych;
- pracowniczych kas zapomogowo-pożyczkowych.

Posiadacz rachunku bankowego może swobodnie dysponować środkami pieniężnymi zgromadzonymi na rachunku. Swoboda dyspozycji kończy się z chwilą zajęcia rachunku w związku z egzekucją sądową lub administracyjną prowadzoną przeciwko jego posiadaczowi. Małoletni posiadacz rachunku bankowego wraz z jego przedstawicielami ustawowymi są uprawnieni do dysponowania środkami zgromadzonymi na rachunku w granicach zwykłego zarządu w rozumieniu art. 101 § 3 ustawy z dnia 25 lutego 1964 r. Kodeks Rodzinny i Opiekuńczy (Dz.U. z 2023 r. poz. 2809). Sposób interpretacji powyższego przepisu jest zależny od danego banku i przedstawiony w regulaminie prowadzenia rachunków bankowych.
Rachunek rozliczeniowy bieżący (pkt 1. a) – służy on przedsiębiorcom oraz innym osobom prawnym i uł.os.pr. do dokonywania rozliczeń pieniężnych związanych z prowadzoną przez nich działalnością gospodarczą oraz (dla tych, którzy nie są przedsiębiorcami) z inną ich działalnością ustawową. Można posiadać kilka rachunków bieżących w różnych bankach.
Rachunek pomocniczy (pkt 1.b) służy on do gromadzenia środków pieniężnych i dokonywania rozliczeń pieniężnych związanych z działalnością wyodrębnionej jednostki organizacyjnej osoby prawnej lub uł.os.pr. – oddziału, filii, zakładu, hurtowni itp. Rachunek pomocniczy może być prowadzony w tym samym banku, w którym jest prowadzony rachunek bieżący lub w innym banku.
Rachunek VAT (pkt 1.c) jest rachunkiem dodatkowym do rachunku rozliczeniowego bieżącego, służącym do rozliczeń podatku VAT w określonych ustawowo przypadkach, w związku z implementacją mechanizmu split payment.

### Rachunki oszczędnościowe
Ustawa Prawo bankowe normuje przywilej dla posiadaczy rachunków oszczędnościowych. Polega ona na tym, że środki pieniężne znajdujące się na rachunku oszczędnościowym jednej osoby niezależnie od liczby zawartych umów są wolne od zajęcia na podstawie sądowego lub administracyjnego tytułu wykonawczego do wysokości trzykrotnego przeciętnego miesięcznego wynagrodzenia w sektorze przedsiębiorstw bez wypłat nagród z zysku, ogłaszanego przez Prezesa GUS za okres bezpośrednio poprzedzający dzień wystawienia tytułu wykonawczego.

#### Wypłaty z rachunku oszczędnościowego na wypadek śmierci posiadacza
Środki pieniężne zgromadzone na rachunkach pieniężnych oszczędnościowych bank jest zobowiązany wypłacić w przypadku śmierci posiadacza w następujący sposób: kwotę wydatkowaną na koszty pogrzebu posiadacza (również nagrobek) – osobie, która przedłoży w banku oryginały rachunków stwierdzające wysokość poniesionych przez nią kosztów na urządzenie pogrzebu posiadacza, przy czym koszty te nie powinny przekroczyć kosztów urządzenia pogrzebu zgodnie ze zwyczajami przyjętymi w danym środowisku. Środki pieniężne wypłacone na koszty pogrzebu z rachunku zmarłego posiadacza nie wchodzą do spadku posiadacza (składcy). Bank sprawdza czy istnieje firma, która fakturę wystawiła i czy za pochówek posiadacza tyle zapłacono. Bank ma obowiązek wypłacić kwotę równą wpłatom na rachunki dokonanych przez organ wypłacający świadczenie z ubezpieczenia lub zabezpieczenia hipotecznego, które nie przysługiwały za okres po śmierci posiadacza rachunku. Ww. organy wskazują we wniosku wysokość świadczenia, dane osoby fizycznej i nr rachunku bankowego, na który wpłata została dokonana. Bank jest zwolniony od wypłaty tej kwoty w części lub w całości, jeżeli przed otrzymaniem wniosku wypłacił ją innym uprawnionym podmiotom. Bank powinien zawiadomić organ o dokonanej wcześniej wypłacie i wskazać osobę, której wypłacił środki z rachunku.

#### Dyspozycja wkładem na rachunku na wypadek śmierci
Posiadacz rachunku może polecić bankowi, aby po jego śmierci wypłacił wskazanym osobom kwoty określone w tej dyspozycji. Wskazanie osób uprawnionych do wypłaty po śmierci posiadacza może obejmować tylko krąg następujących osób: małżonka, wstępnych, zstępnych lub rodzeństwo. Kwota dyspozycji nie może jednak przekroczyć 20-krotnego średniego miesięcznego wynagrodzenia, ogłaszanego przez prezesa GUS za ostatni miesiąc przed śmiercią posiadacza. Jeżeli posiadacz wydał więcej niż jedna dyspozycję, a łącza ich suma przekroczyła ten limit, dyspozycja późniejsza ma pierwszeństwo przed wcześniejszą. Kwoty wypłacone do wysokości dyspozycji, nieprzekraczające ww. limitu nie wchodzą do spadku po posiadaczu. Jeżeli uprawnione osoby uzyskały kwotę wyższą od ww. limitu, są one zobowiązanie do ich zwrotu ponad limit spadkobiercom posiadacza.

#### Rachunek oszczędnościowy małoletniego
Małoletni może być posiadaczem rachunku oszczędnościowego, jednak umowa jest zawierana za zgodą przedstawiciela ustawowego małoletniego, lub przez przedstawiciela ustawowego w imieniu małoletniego. Przedstawiciele ustawowi małoletniego oraz małoletni posiadacz mogą dysponować środkami zgromadzonymi na rachunku do kwoty zwykłego zarządu. Niektóre banki umożliwiają małoletniemu posiadaczowi swobodne dysponowanie środkami zgromadzonymi na rachunku.

### Rachunki wspólne
Mogą być prowadzone:
- dla kilku osób fizycznych – jeżeli z umowy rachunku bankowego nie wynika nic innego, rachunek wspólny jest rachunkiem rozłącznym. Oznacza to, że każdy posiadacz może bez ograniczeń dysponować środkami na rachunku. Może też wypowiedzieć umowę ze skutkiem dla pozostałych. Współposiadacze odpowiadają względem banku solidarnie, także w przypadku, gdy na rachunku powstanie tzw. debet (zadłużenie rachunku). Prawo bankowe nie wymaga, aby środki na rachunku wspólnym były objęte współwłasnością[1]. Kwestia własności środków na rachunku wspólnym może zostać uregulowana w regulaminie banku lub odrębnej umowie pomiędzy współposiadaczami rachunku.
- dla kilku jednostek samorządu terytorialnego – mogą być otwierane wyłącznie dla realizacji publicznych zadań, w szczególności jeżeli zadania są współfinansowane środków unijnych.
- dla stron umowy o współpracy, o której mowa w Prawie geologicznym i górniczym;

W przypadku kont wspólnych obowiązuje również zasada, że jego współposiadaczami nie mogą być osoby, z których jedna jest rezydentem, druga - nierezydentem oraz nierezydenci o różnym statusie dewizowym.
W nielicznych bankach współwłaścicielem konta może być także osoba małoletnia, która ukończyła 13. rok życia. Małoletni może jednak otworzyć rachunek wyłącznie ze swoim przedstawicielem ustawowym.

## Umowa rachunku bankowego
Umowa rachunku bankowego jest umową:
- dwustronnie zobowiązującą, z przewagą obowiązków banku,
- kauzalną,
- konsensualną,
- jednostronnie podmiotowo kwalifikowaną,
- może być zawarta na czas oznaczony lub nieoznaczony.

Elementy sine qua non umowy rachunku bankowego określone są w Ustawie – Prawo bankowe Zaliczamy tu:
- określenie stron umowy (bank i osoba fizyczna lub prawna lub jednostka organizacyjna nie posiadająca osobowości prawnej),
- rodzaj otwieranego rachunku,
- waluta rachunku – rachunki mogą być prowadzone w polskich złotych lub w walucie obcej,
- czas trwania umowy – umowa rachunku może być zawarta na czas określony lub nieokreślony,
- jeżeli strony zastrzegają w umowie oprocentowanie środków pieniężnych, to powinna być określona wysokość tego oprocentowania, a jeżeli jest to oprocentowanie zmienne, to także przesłanki dopuszczalności zmiany stopy procentowej,
- powinny być określone terminy wypłaty odsetek oraz postawienia ich do dyspozycji posiadacza lub kapitalizacji odsetek. Kapitalizacja odsetek oznacza doliczenie do kapitału pierwotnego odsetek naliczonych za okres wskazany w umowie i liczenia kolejnych odsetek od tej kwoty powiększonej;
- wysokość prowizji i opłat za czynności związane z wykonywaniem umowy oraz tryb ich zmiany przez bank,
- formy i zakres rozliczeń pieniężnych dokonywanych na polecenie posiadacza rachunku oraz terminy ich realizacji – to postanowienie zawierane jest tylko w umowach rachunków rozliczeniowych, tj. bieżących, pomocniczych i ROR-ach,
- przesłanki i tryb dokonywania zmian umowy – na piśmie, zazwyczaj pod rygorem nieważności (aneks),
- przesłanki i tryb rozwiązania umowy rachunku bankowego – umowa zawarta na czas określony – wygasa po upływie okresu na jaki została zawarta, chyba że w umowie zastrzeżono, że może przedłużyć się ona na kolejny taki sam okres; umowa zawarta na czas nieokreślony – każda ze stron może ją rozwiązać za uprzednim okresem wypowiedzenia w umowie określonym, z tym jednak, że bank może wypowiedzieć umowę r.b. tylko z ważnych powodów, w szczególności, gdy posiadacz popełnił przestępstwo związane z prowadzonym na jego rzecz rachunkiem bankowym, np. sfałszował dokument czeku, przelewu itp.,
- zakres odpowiedzialności banku za terminowe i prawidłowe przeprowadzanie rozliczeń pieniężnych oraz wysokość odszkodowania za przekroczenie terminu realizacji dyspozycji posiadacza rachunku – to postanowienie zawarte jest tylko w umowach dotyczących rachunków rozliczeniowych.

### Charakter prawny regulaminu bankowego
Zgodnie z KC regulamin bankowy jest rodzajem wzorca umownego. Bank uprawniony jest jako jedna ze stron stosunku umownego do opracowania postanowień regulaminu. Regulamin jest elementem stosunku umownego. Nie ma charakteru normatywnego. Umowa+Regulamin=Stosunek umowny. W umowie zawierane są elementy indywidualizujące dany stosunek prawny. Elementy umowy mogą być przedmiotem negocjacji między stronami, np. wysokość oprocentowania środków na r.b., oprocentowanie kredytu. Postanowienia regulaminu dotyczą wszystkich stosunków prawnych danego rodzaju, np. wszystkich terminowych lokat oszczędnościowych, wszystkich kredytów na finansowanie działalności gospodarczej, wszystkich rachunków rozliczeniowych dla przedsiębiorców, ROR-ów. Postanowienia regulaminu nie mogą być negocjowane między stronami. Regulamin wiąże stronę, jeżeli został jej doręczony w chwili zawarcia umowy. W przypadku, gdy ten sam problem uregulowany jest w regulaminie i w umowie, a postanowienia ich są sprzeczne, strony związanie są postanowieniami umowy.